# Pier Antonio Montucci
Pier Antonio Montucci (Siena, ... – dopo il 1759) è stato un ingegnere e cartografo italiano del Granducato di Toscana.

## Biografia
Nato a Siena nella seconda metà del XVII secolo, lavorò per molti anni quale ingegnere della magistratura dei Quattro Conservatori di Siena.
Si occupò di bonifiche a Sinalunga, Rapolano e a Grosseto. In Maremma lavorò alle mappe dei beni della mensa vescovile grossetana e ad alcune questioni confinarie, in particolare per il feudo di Montemassi per conto del marchese Giovanni Cristoforo Malaspina (1736) e per i confini tra granducato e principato di Piombino sul fiume Pecora (1739).
Nel 1737 si occupò delle saline di Grosseto e pubblicò la Relazione della origine del Tribunale del sale e grascia, che illustrava la posizione delle saline, la tipologia e quantità di sale raccolto e venduto, le comunità tassate e cinque piante illustrate, comprendenti i quartieri degli amministratori di torre Trappola. Nel 1741 si occupò di alcuni lavori sul Merse, presso Pari, dove una frana aveva ostruito l'alveo del fiume, causando un'inondazione.
Tra il 1758 e il 1759 fece parte del gruppo di ingegneri che seguì Leonardo Ximenes durante la visita idraulica del lago di Castiglione, effettuando lavori per i fossi e canali e al porto.
Montucci fu anche particolarmente attivo nella vita cittadina senese e nel 1707 fece parte alla deputazione della festa del palio dell'Assunta. Membro dell'Accademia dei Rozzi, con il nome di "Arguto", fu anche attore e letterato, e nel 1727 venne incaricato di realizzare una nuova sala teatrale; durante i lavori, nel mese di ottobre, la caduta di una trave causò la morte di sedici persone. Suo figlio Giuseppe fu anch'egli ingegnere.